# جنگ ۱۸۶۲ داکوتا
جنگ ۱۸۶۲ داکوتا که خیزش سوها و خیزش داکوتا هم نامیده می‌شود منازعه‌ای مسلحانه بین ایالات متحده آمریکا و گروه‌های مختلفی از سوهای شرقی (یا داکوتاهای شرقی) بود. در ۱۷ اوت ۱۸۶۲ در کرانهٔ رود مینه‌سوتا در جنوب غربی مینه‌سوتا شروع شد. با اعدام دسته جمعی ۳۸ مرد داکوتا در ۲۶ دسامبر ۱۸۶۲ در منکیتو، مینه‌سوتا خاتمه یافت.

## پیش‌زمینه نبرد
در دهه ۱۸۵۰، نقض عهد توسط دولت آمریکا و پرداخت دیرهنگام یا ناکافی حق سالانه توسط مامورین دولتی مرتبط با سرخپوستان منجر به گرسنگی و سختی فزاینده بین داکوتاها می‌شد. تجارت کنندگان با داکوتاها از دولت خواسته بودند پرداختی سالانه را مستقیماً به آنها بدهد. در میانهٔ ۱۸۶۲ داکوتاها از مامور شان تقاضا کردند حق سالانهٔ خود مستقیماً بآنها داده شود. تجارت کنندگان از فراهم آوردن هر گونه منابع در آن شرایط خودداری کردند و مذاکرات به جایی نرسید.
یک مرد جوان داکوتا هنگام شکار در ۱۷ اوت ۱۸۶۲ به همراه سه نفر دیگر پنج نفر از مهاجرین را به قتل رساندند. آن شب یکی از انجمن‌های داکوتا تصمیم گرفت به همهٔ شهرک‌های دره رود مینه سوتا حمله کند تا سفیدها را از آن منطقه بیرون براند. گزارش رسمی در خصوص مهاجرین کشته شده منتشر نشد ولی آبراهام لینکلن در دومین سخنرانی سالانه اش ذکر کرد که کشته شدگان کمتر از ۸۰۰ زن، مرد و کودک نبوده‌است.

## اعدام گسترده
پس از ماهها نبرد بین داکوتا و مهاجرین نیروی زمینی ایالات متحده آمریکا، بیشر گروه‌های داکوتا را مجبور به تسلیم کرد. تا دسامبر ۱۸۶۲ سربازان بیش از هزار داکوتا را به اسارت گرفته و در زندان‌های مینه سوتا وادار به بیگاری کرده بودند. پس از محاکمه و محکومیت ۳۸ داکوتا در ۲۶ دسامبر ۱۸۶۲ در بزرگ‌ترین اعدام دسته جمعی در یک روز در تاریخ آمریکا به دار آویخته شدند. آبراهام لینکلن شخصاً بر محاکمه‌ها نظارت می‌کرد. او اعدام ۲۶۴ زندانی را لغو و اعدام ۳۸ نفر را تأیید کرد.
در آوریل ۱۸۶۳ بازماندهٔ داکوتا به نبراسکا و داکوتای جنوبی اخراج شدند.

## مطالعه بیشتر
- Anderson, Gary and Alan Woolworth, editors. Through Dakota Eyes: Narrative Accounts of the Minnesota Indian War of 1862, Minnesota Historical Society Press (1988). ISBN 0-87351-216-2
- Beck, Paul N. , Soldier Settler and Sioux: Fort Ridgely and the Minnesota River Valley 1853–1867, Pine Hill Press, Inc. (2000). شابک ‎۰−۹۳۱۱۷۰−۷۵−۳
- Berg, Scott W. , 38 Nooses: Lincoln, Little Crow, and the Beginning of the Frontier's End Pantheon (2012). ISBN 0-307-37724-5
- Collins, Loren Warren. The Story of a Minnesotan, (private printing) (1912, 1913?). اُسی‌ال‌سی ۷۸۸۰۹۲۹
- Cox, Hank. Lincoln And The Sioux Uprising of 1862, Cumberland House Publishing (2005). ISBN 1-58182-457-2
- Folwell, William W. ; Fridley, Russell W. A History of Minnesota, Vol. 2, pp.  102–302, Minnesota Historical Society (1961). ISBN 978-0-87351-001-1
- Jackson, Helen Hunt. "A Century of Dishonor: A Sketch of the United States Government's Dealings with some of the Indian Tribes (1887), Chapter V. : The Sioux, pp.  136–185.
- Johnson, Roy P. The Siege at Fort Abercrombie, State Historical Society of North Dakota (1957). اُسی‌ال‌سی ۱۹۷۱۵۸۷
- Linder, Douglas The Dakota Conflict Trials of 1862 (1999).
- Nix, Jacob. The Sioux Uprising in Minnesota, 1862: Jacob Nix's Eyewitness History, Max Kade German-American Center (1994). ISBN 1-880788-02-0
- Tolzmann, Don Heinrich, German Pioneer Accounts of the Great Sioux Uprising of 1862, Little Miami Pub. Co. (April 2002). ISBN 978-0-9713657-6-6.
- Yenne, Bill. Indian Wars: The Campaign for the American West, Westholme (2005). ISBN 1-59416-016-3